# Down (banda)
Down es un grupo estadounidense de metal que basa su estilo en el sludge metal y doom metal fusionado con rock sureño y stoner rock, además de elementos de swamp blues y louisiana blues.
Se formaron en el año 1991 en Nueva Orleans, Luisiana. La formación actual de la banda consiste en el vocalista Phil Anselmo, los guitarristas Pepper Keenan y Kirk Windstein, el bajista Pat Bruders y el batería Jimmy Bower. Desde su formación, Down se ha separado y reformado en dos ocasiones. Hasta la fecha, la banda ha publicado tres álbumes de estudio —NOLA (1995), Down II: A Bustle in Your Hedgerow (2002), Down III: Over the Under (2007)— y dos EP —Down IV: The Purple EP (2012) y Down IV - Part II—. Desde 2013, el grupo ha estado trabajando en nuevo material, que será publicado por separado en cuatro EP. Down recibió un premio Big Easy a "La mejor banda de heavy metal de Nueva Orleans" en 2010.

## Historia

### Formación yNOLA(1991-1998)
Down se formó en 1991 con el vocalista y compositor Phil Anselmo de Pantera, el guitarrista principal Pepper Keenan de Corrosion of Conformity, el guitarrista rítmico Kirk Windstein y el bajista Todd Strange de Crowbar y el batería Jimmy Bower de Eyehategod. Todos los miembros de la banda eran viejos amigos y compartían el gusto por bandas como Black Sabbath y Saint Vitus, una significativa influencia en su música. La banda grabó una maqueta que se distribuyó en el sector underground. En un esfuerzo por conseguir una base de fanes, los miembros de la banda preguntaron a seguidores del heavy metal si «habían oído hablar de una banda llamada Down» y les dejaron algunas copias en formato casete sin decirles que eran parte de la banda. Posteriormente, la cinta se distribuyó a lo largo de los Estados Unidos y Down realizó un pequeño concierto en su ciudad natal. Un ejecutivo de la discográfica Elektra Records asistió al concierto y cuando terminó la actuación, ofreció a Down un contrato.
Down publicó su álbum debut, NOLA el 19 de septiembre de 1995. Debutó en el puesto 55 del Billboard 200 y recibió un disco de platino otorgado por la Recording Industry Association of America. El crítico de Allmusic David Reamer dio al álbum una puntuación de 4,5 sobre 5 estrellas y destacó canciones como «Temptations Wings», «Stone the Crow» y «Bury Me in Smoke». Reamer afirmó que «es un álbum histórico que combina el talento de músicos de rock dedicados y debe incluirse en cualquier colección de heavy metal». Se promocionó NOLA con una gira de 13 conciertos en los Estados Unidos. Después de esto, Down se disolvió para que sus miembros pudieran centrarse en el trabajo con sus respectivos grupos.

### A Bustle in Your Hedgerow(1999-2005)

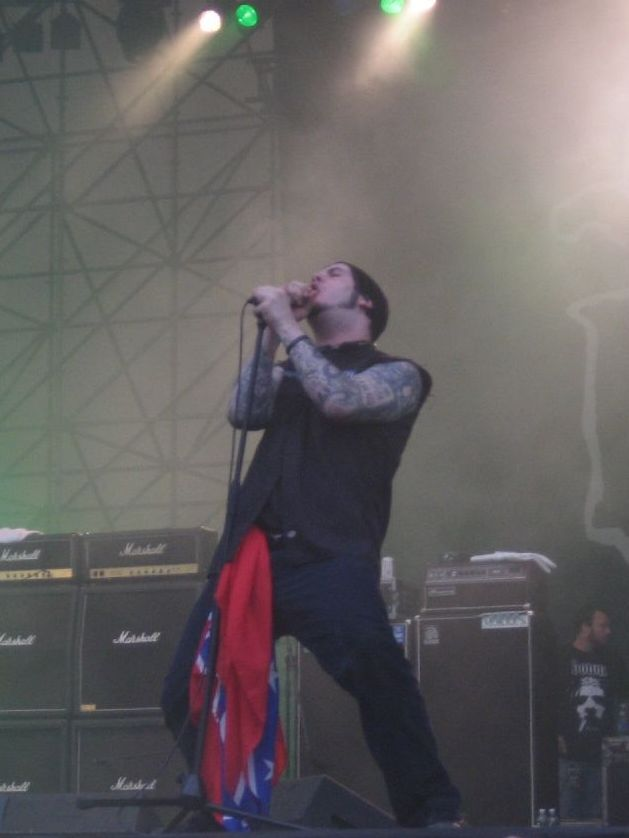
Phil Anselmo actuando en el festival Gods of Metal 2006.

En 1999, mientras Down permanecía sin actividad, Strange dejó la banda y fue reemplazado por el bajista de Pantera Rex Brown. En 2002, los miembros de Down se reunieron para grabar un nuevo disco. La banda compuso y grabó Down II: A Bustle in Your Hedgerow en 28 días «influidos por el alcohol y las drogas» en una granja llamada El garito de Nödferatu. El álbum se publicó el 26 de marzo de 2002, pero no tuvo buena recepción crítica, a diferencia de NOLA. El crítico de Blabbermouth Borivoj Krgin comentó que «Down II parece haberse compaginado sin orden ni concierto y gran parte del material está por debajo de lo que ofrece el debut clásico de Down». A pesar de las pésimas críticas, el álbum debutó en el número 44 del Billboard 200. Para promocionar el álbum, Down actuó como cabezas de cartel del segundo escenario del Ozzfest de 2002. Nuevamente los miembros de Down volvieron a separarse para poder centrarse en sus respectivas bandas.

### Over the Under(2006-2007)
Tras volverse a formar una vez más, Down firmó un contrato con Warner Bros. Records en 2006. La banda compuso un álbum durante el transcurso de ese año. Las letras de Down III: Over the Under tratan temas como la separación de Pantera, el asesinato del guitarrista Dimebag Darrell, de la ira de la banda a raíz del Huracán Katrina, y la adicción a las drogas de Anselmo. El álbum, publicado en 15 de septiembre de 2007, debutó en el número 26 en el Billboard 200 y recibió en general críticas positivas. Kirk Miller de Decibel dijo del álbum que, «durante casi una hora es como si el mundo del metal volviera a establecerse nuevamente».
Antes de que Down III fuera publicado, el grupo se embarcó en una gira con Heaven & Hell y Megadeth. Para dar a conocer el álbum a más aficionados, la banda comenzó una gira a partir de finales de septiembre. El 22 de abril de 2008, el programa de la BBC, Radio1 Rockshow, emitió una sesión de nuevas grabaciones de Down con versiones alternativas de «NOD», «Beneath the Tides» y «Jail», así como una versión de «When the Levee Breaks» (compuesta por Memphis Minnie y su marido Kansas Joe McCoy y popularizada por Led Zeppelin).

### Diary of a Mad Band(2008-2011)

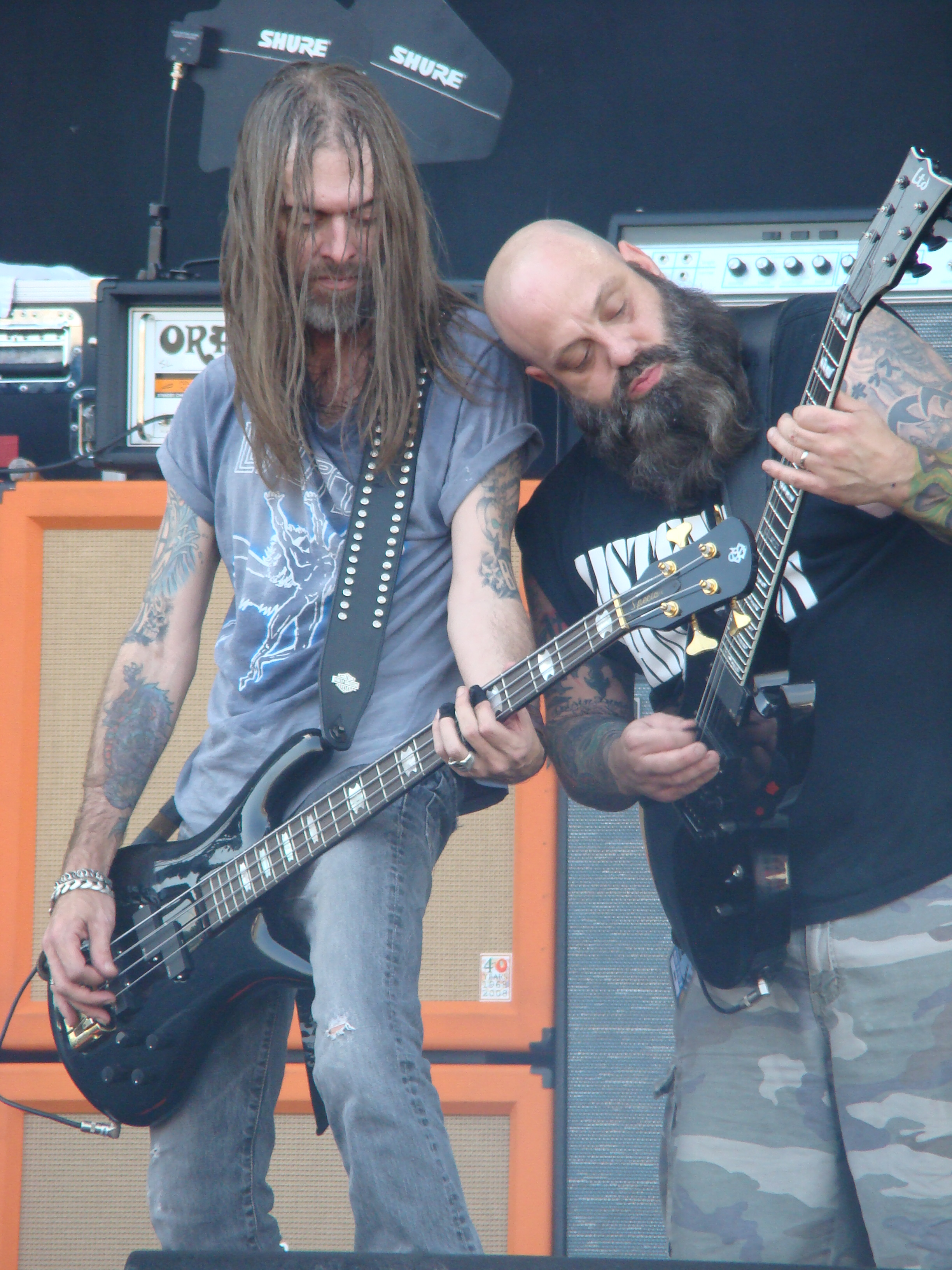
Brown y Windstein actuando en el festival Gods of Metal de 2009.

El 8 de julio de 2008 el sitio Metalunderground.com publicó el rumor de que Down estaba planeando la grabación de su cuarto álbum, que se titularía Down IV. El 24 de julio de 2008, el vocalista Phil Anselmo mencionó en un post en el sitio dentro de MySpace de Down que «estuvimos haciendo el capullo con algún nuevo material» y «tenemos suficiente material ya grabado» —por lo menos seis canciones más algunos temas que no se incluyeron en Over the Under. Anselmo dijo que «el material era definitivamente suficiente para un EP, con algunas sorpresas en su interior».
En noviembre de 2008, Billboard entrevistó a Brown sobre el álbum. El bajista dijo que los miembros de Down habían estado «escribiendo mientras estaban de gira. Tenemos estas ideas en mente, además hemos probado algunas cosas nuevas en la prueba de sonido. Espero que podamos volver volver a estudio en otoño y comencemos a trabajar en algo».
En el verano de 2009, Down comenzó una gira estadounidense sin Brown al bajo, pues había desarrollado una pancreatitis aguda. Kirk Windstein comentó en la web de Down: «Rex está mucho mejor. Está recuperando un poco de peso. Es uno de mis mejores amigos y le quiero hasta la muerte. Pronto va a estar bien. No todo el mundo es Lemmy [de Motörhead]. De ninguna manera Rex está fuera de la banda. Afortunadamente para nosotros, mi amigo Danny [Theriot] que tocó en Victorian Blitz, mi primera banda de metal a comienzos de la década de 1980, nos ayudó. Obviamente prefiero tener a Rex aquí. Pero por otro lado, es agradable que 25 años después, pueda apoyar mi cabeza en el hombro de Danny mientras hago un solo, ya que no lo hacíamos desde que éramos unos niños. De todas maneras, prefiero apoyar mi cabeza en el hombro de Rex».
El 27 de enero de 2010 la banda anunció que Brown estaba casi recuperado de su lucha con la pancreatitis. El bajista comentó: «Después de que me realizaran dos cirugías, por fin me he recuperado de la pancreatitis y estoy deseando volver a trabajar en Down». Después de problemas legales con Warner Brothers Records en relación con los derechos de su música, la banda publicó el CD/DVD Diary of a Mad Band: Europe in the Year of VI CD/DVD el 5 de octubre a través de Roadrunner Records. El título es una referencia al álbum Diary of a Madman de Ozzy Osbourne.

### Down IV(2012-presente)

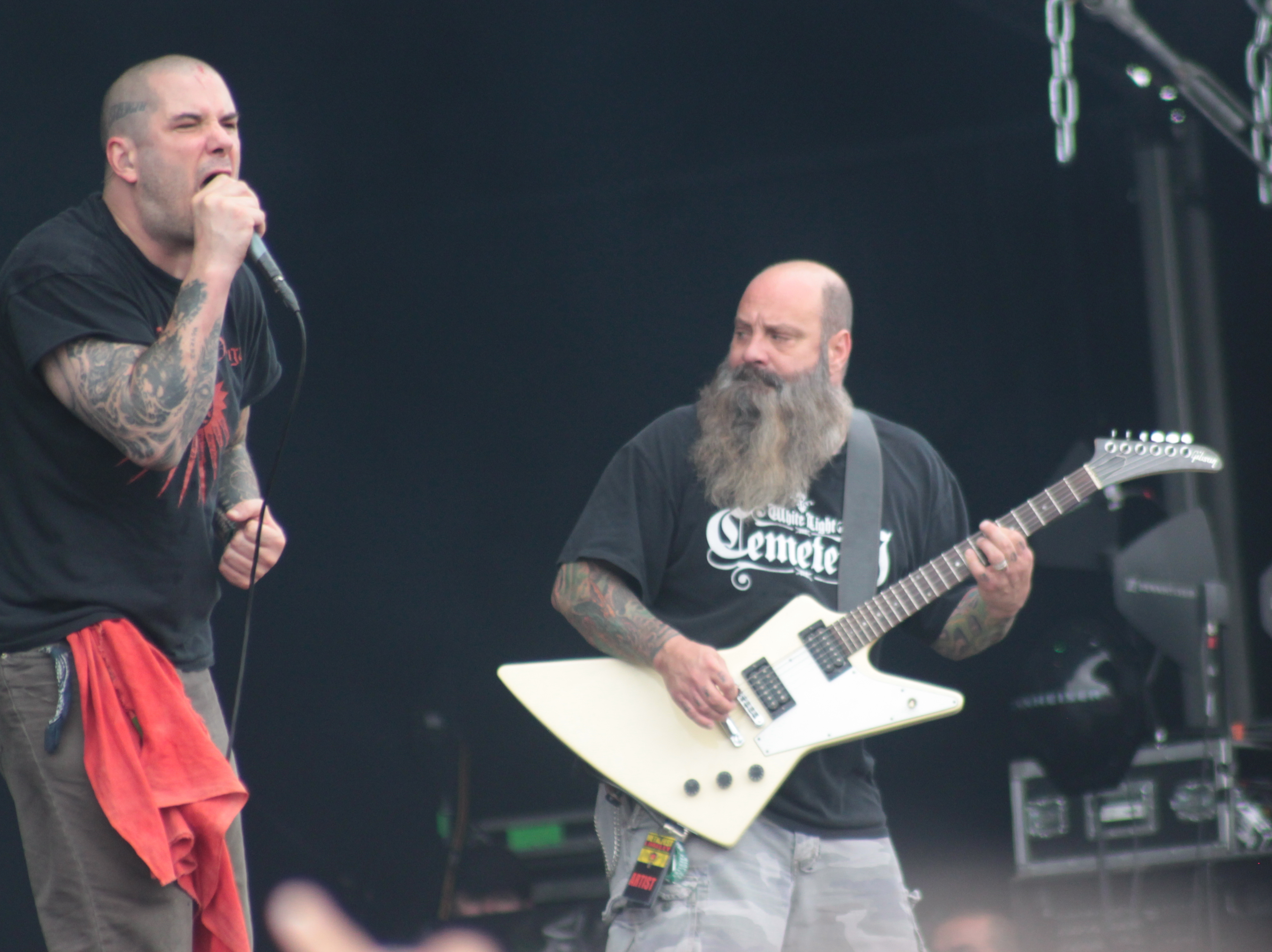
Phil Anselmo y Kirk Windstein actuando en el Hellfest Open Air de 2013.

#### Part I(2012-2013)
A comienzos de 2011, Phil declaró: «Habrá Down para bastante tiempo. De hecho tuvimos una reunión la semana pasada y estaremos haciendo algunos conciertos en marzo, cuando Jimmy vuelva de su gira con Eyehategod en febrero. También tenemos pensado pasar mucho tiempo en el local de ensayo. Tenemos mucha responsabilidad, así que ofreceremos a nuestros aficionados algo de música nueva». Durante los conciertos de 2011, Rex Brown volvió a ausentarse, esta vez debido a problemas personales. La banda contrató a Pat Bruders, compañero de Windstein en Crowbar, como bajista provisional. El guitarrista Pepper Keenan destacó su habilidad de tocar con los dedos y llegó a compararlo con Geezer Butler de Black Sabbath. Finalmente, en junio Brown confirmó que ya no era miembro de Down y que se concentraría en un proyecto con el batería Vinny Appice. Por su parte Down confirmó a Bruders como miembro oficial, así como la intención de grabar cuatro EP. Windstein comentó sobre la decisión: La industria musical apesta, nadie compra nada pudiendo hacerlo gratis; por eso vamos a publicar EP de seis canciones para que su precio sea más barato. El primero de ellos, Down IV Part I - The Purple EP, salió a la venta el 18 de septiembre de 2012.

#### Part II(2013-presente)
En octubre de 2013, Windstein anunció su salida para concentrarse en Crowbar. Curiosamente, un mes antes, Bruders hizo lo contrario; dejó Crowbar para dedicar todo su tiempo a Down. El elegido para sustituir al guitarrista fue Bobby Landgraf y su debut se produjo con el EP Down IV - Part II, que alcanzó el puesto 23 del Billboard 200, el mejor en la carrera del grupo.
En enero de 2016, durante una actuación en homenaje a Dimebag Darrell, Phil Anselmo realizó el saludo nazi y gritó la proclama «White power» —en español: Poder blanco—. A pesar de que posteriormente el vocalista se disculpó de lo ocurrido, algunas de las actuaciones previstas de Down fueron canceladas y el propio Anselmo aconsejó a sus compañeros que continuaran sin él.

## Miembros
|              |
| Phil Anselmo |

|             |
| Jimmy Bower |

|               |
| Pepper Keenan |

|             |
| Pat Bruders |

|                |
| Kirk Windstein |

### Miembros actuales
- Phil Anselmo: voz (1991-)
- Pepper Keenan: guitarra, coros (1991-)
- Jimmy Bower: batería (1991-)
- Kirk Windstein: guitarra, coros (1991-2013, 2019-)
- Pat Bruders: bajo (2011-)

### Miembros anteriores
- Todd Strange: bajo (1991-1999)
- Rex Brown: bajo (1999-2011)
- Bobby Landgraf: guitarra, coros (2013-2019)

### Miembros en vivo
- Danny Theriot: bajo (2009)

## Discografía
| Álbumes de estudio - 1995: NOLA - 2002: Down II: A Bustle in Your Hedgerow - 2007: Down III: Over The Under Sencillos - 1995: «Stone the Crow» - 1995: «Temptation's Wings» - 1996: «Bury Me In Smoke» - 2002: «Beautifully Depressed» - 2002: «Ghost Along the Mississippi» - 2007: «On March The Saints» - 2007: «I Scream» - 2012: «Witchtripper» - 2014: «We Knew Him Well» - 2015: «Conjure» | EP - 2012: Down IV Part I - The Purple EP - 2014: Down IV - Part II Álbum en directo - 2010: Diary of a Mad Band: Europe in the Year of VI Vídeos musicales - 1995: «Stone the Crow» - 1995: «Temptation's Wings» - 2002: «Ghost Along the Mississippi» - 2007: «On March The Saints» - 2008: «N.O.D.» - 2012: «Witchtripper» - 2014: «We Knew Him Well» - 2015: «Conjure» |